# Карвальял, Карлуш
Карлуш Аугушту Соареш да Кошта Фария Карвальял (порт. Carlos Augusto Soares da Costa Faria Carvalhal; род. 4 декабря 1965, Брага) — португальский футболист и футбольный тренер.

## Карьера игрока
Воспитанник португальской «Браги». С 1983 по 1985 год выступал за основную команду. Сыграл 7 матчей в чемпионате Португалии.
В сезоне 1985/86 выступал за «Шавеш». Сыграл 28 матчей в чемпионате Португалии.
С 1986 по 1988 год снова выступал за «Брагу». Сыграл 60 матчей и забил 1 гол в чемпионате Португалии.
В сезоне 1988/89 выступал за «Порту». Однако сыграл всего 1 матч в чемпионате Португалии.
В сезоне 1989/90 выступал за «Бейра-Мар». Сыграл 23 матча в чемпионате Португалии.
С 1990 по 1992 год, в третий раз в карьере, выступал за «Брагу». Сыграл 33 матча в чемпионате Португалии.
В сезоне 1992/93 выступал за «Тирсенсе». Сыграл 14 матчей в чемпионате Португалии.
С 1993 по 1995 год, во второй раз в карьере, выступал за «Шавеш». В сезоне 1993/94 сыграл 1 матч во второй лиге Португалии. Клуб занял 3-е место в чемпионате и напрямую вышел в высшую лигу. В сезоне 1994/95 сыграл 17 матчей в чемпионате Португалии.
С 1995 по 1998 год выступал за «Эшпинью». В сезоне 1995/96 сыграл 23 матча во второй лиге Португалии. Клуб занял 3-е место в чемпионате и напрямую вышел в высшую лигу. В сезоне 1996/97 сыграл 14 матчей в чемпионате Португалии. Клуб занял 16-е место и вылетел во вторую лигу. В сезоне 1997/98 сыграл 12 матчей во второй лиге.

## Карьера тренера
Окончил спортивный факультет университета Порту и год изучал философию в университете Браги. Тренерскую карьеру начал там, где закончил карьеру игрока — в «Эшпинью». В сезоне 1998/99 клуб занял 7-е место во второй лиге Португалии. В ноябре 1999 года покинул свой пост.
С ноября 1999 по май 2000 года работал в клубе «Фреамунде». Занял с клубом 10-е место во второй лиге Португалии.
В августе-декабре 2000 года работал в «Визеле» в 3-м дивизионе Португалии.
С декабря 2000 по май 2001 года возглавлял «Авеш», выступающий в высшем дивизионе Португалии. Клуб занял 17-е место и вылетел во вторую лигу.
С июля 2001 по декабрь 2002 года работал с клубом «Лейшойнш». В сезоне 2001/02 клуб занял 2-е место в 3-м дивизионе Португалии и получил путёвку в Кубок УЕФА.
В сезоне 2003/2004 работал в «Витории». Клуб занял 2-е место во второй лиге Португалии и напрямую вышел в высший дивизион.
В мае 2004 года возглавил «Белененсеш». В сезоне 2004/05 клуб занял 9-е место в чемпионате Португалии. В октябре 2005 года Карвальял покинул свой пост.
В августе-ноябре 2006 года работал тренером «Браги», выступающей в высшем дивизионе Португалии.
В ноябре 2006 — январе 2007 года тренировал клуб «Бейра-Мар», выступающий в высшем дивизионе Португалии.
В мае 2007 года во второй раз в карьере возглавил «Виторию». Клуб занял 6-е место в чемпионате Португалии и получил путёвку в Кубок УЕФА. Также клуб выиграл Кубок португальской лиги, победив в финале лиссабонский «Спортинг».
В мае-октябре 2008 года тренировал греческий «Астерас» (Триполис), выступавший в высшей лиге Греции.
В феврале-сентябре 2009 года был тренером «Маритиму», выступавшего в высшей лиге Португалии.
В ноябре 2009 года возглавил лиссабонский «Спортинг». В сезоне 2009/10 клуб занял 4-е место в чемпионате Португалии.
С августа 2011 по апрель 2012 года был главным тренером турецкого «Бешикташа», выступающего в высшей лиге Турции.
В мае-ноябре 2012 года тренировал турецкий «Истанбул Башакшехир», также выступавший в высшей лиге Турции. Затем до 2015 года работал техническим директором академии дубайского клуба «Аль-Ахли».

### «Шеффилд Уэнсдей»
Летом 2015 года стал главным тренером английского клуба «Шеффилд Уэнсдей», выступающего в Чемпионшипе (2-й дивизион Англии). В сезоне 2015/16 клуб занял 6-е место, набрав 74 очка. В плей-офф за повышение в классе прошли «Брайтон энд Хоув Альбион», но уступили «Халл Сити». В сезоне 2016/17 заняли 4-е место, набрав 81 очко. В плей-офф уступили «Хаддерсфилд Таун». 24 декабря 2017 года покинул свой пост. После 23-х туров команда шла на 15-м месте, имея в активе 27 очков.

### «Суонси Сити»
28 декабря 2017 года стал главным тренером валлийского клуба «Суонси Сити», выступающего в АПЛ. Контракт был рассчитан до конца сезона. После 20-ти туров команда занимала последнее, 20-е, место, имея в активе 13 очков. При Карвальяле клуб набрал 20 очков в 18 матчах и вылетел из АПЛ, заняв 18-е место.
Летом 2019 года стал главным тренером «Риу Аве». Команда заняла 5-е место в чемпионате.
Летом 2020 года возглавил «Брагу». В сезоне 2020/21 команда заняла 4-е место в чемпионате. Также команда выиграла Кубок Португалии. В сезоне 2021/22 команда заняла 4-е место в чемпионате.
С июля по декабрь 2022 года работал в клубе «Аль-Вахда» из ОАЭ.
В ноябре 2022 года возглавил испанскую «Сельту». Команда провела 26 игр в чемпионате (8 побед, 8 ничьих, 10 поражений). По окончании сезона покинул клуб.
В декабре 2023 года возглавил греческий «Олимпиакос».
Написал две книги о футболе — Soccer: Developing A Know-How и Entre Linhas.

## Достижения

### В качестве игрока
Шавеш
- 3-е место во Второй лиге (прямой выход в высший дивизион) (1): 1993/94

 Эшпинью
- 3-е место во Второй лиге (прямой выход в высший дивизион) (1): 1995/96

### В качестве тренера
Лейшойнш
- Финалист Кубка Португалии (1): 2001/02
- Финалист Суперкубка Португалии (1): 2002

 Витория (Сетубал)
- 2-е место во Второй лиге (прямой выход в высший дивизион) (1): 2003/04
- Обладатель Кубка португальской лиги (1): 2007/08

 Брага
- Обладатель Кубка Португалии (1): 2020/21
- Финалист Кубка португальской лиги (1): 2020/21
- Финалист Суперкубка Португалии (1): 2021

## Тренерская статистика
Данные откорректированы по состоянию на 27 мая 2025 года.
| Эшпинью             | 1 июля 1998     | 7 ноября 1999    | 44  | 17  | 12  | 15  | 038,64 |
| Фреамунде           | 21 ноября 1999  | 14 мая 2000      | 24  | 9   | 7   | 8   | 037,50 |
| Визела              | 27 августа 2000 | 10 декабря 2000  | 13  | 7   | 4   | 2   | 053,85 |
| Авеш                | 10 декабря 2000 | 30 июня 2001     | 22  | 2   | 8   | 12  | 009,09 |
| Лейшойнш            | 1 июля 2001     | 8 декабря 2002   | 56  | 35  | 13  | 8   | 062,50 |
| Витория (Сетубал)   | 1 июля 2003     | 20 мая 2004      | 38  | 20  | 11  | 7   | 052,63 |
| Белененсеш          | 21 мая 2004     | 27 октября 2005  | 46  | 18  | 8   | 20  | 039,13 |
| Брага               | 26 августа 2006 | 8 ноября 2006    | 13  | 6   | 2   | 5   | 046,15 |
| Бейра-Мар           | 10 ноября 2006  | 8 января 2007    | 6   | 1   | 2   | 3   | 016,67 |
| Витория (Сетубал)   | 23 мая 2007     | 13 мая 2008      | 43  | 19  | 16  | 8   | 044,19 |
| Астерас (Триполис)  | 14 мая 2008     | 15 октября 2008  | 8   | 1   | 4   | 3   | 012,50 |
| Маритиму            | 24 февраля 2009 | 28 сентября 2009 | 18  | 2   | 8   | 8   | 011,11 |
| Спортинг (Лиссабон) | 15 ноября 2009  | 9 мая 2010       | 33  | 16  | 7   | 10  | 048,48 |
| Бешикташ            | 2 августа 2011  | 2 апреля 2012    | 47  | 22  | 9   | 16  | 046,81 |
| Истанбул Башакшехир | 16 мая 2012     | 12 ноября 2012   | 12  | 3   | 2   | 7   | 025,00 |
| Шеффилд Уэнсдей     | 1 июля 2015     | 24 декабря 2017  | 131 | 56  | 37  | 38  | 042,75 |
| Суонси Сити         | 28 декабря 2017 | 30 июня 2018     | 25  | 8   | 8   | 9   | 032,00 |
| Риу Аве             | 1 июля 2019     | 2 августа 2020   | 42  | 20  | 11  | 11  | 047,62 |
| Брага               | 3 августа 2020  | 30 июня 2022     | 104 | 58  | 20  | 26  | 055,77 |
| Аль-Вахда           | 1 июля 2022     | 3 октября 2022   | 4   | 1   | 1   | 2   | 025,00 |
| Сельта              | 2 ноября 2022   | 30 июня 2023     | 29  | 10  | 8   | 11  | 034,48 |
| Олимпиакос (Пирей)  | 5 декабря 2023  | 7 января 2024    | 11  | 5   | 3   | 3   | 045,45 |
| Брага               | 12 августа 2024 | 27 мая 2025      | 48  | 27  | 10  | 11  | 056,25 |
| Итого               | Итого           | Итого            | 817 | 363 | 211 | 243 | 044,43 |